# Bunchosia tuberculata
Bunchosia tuberculata är en tvåhjärtbladig växtart som först beskrevs av Nikolaus Joseph von Jacquin, och fick sitt nu gällande namn av Dc.. Bunchosia tuberculata ingår i släktet Bunchosia och familjen Malpighiaceae. Inga underarter finns listade i Catalogue of Life.